# Милош Грлица
Милош Грлица (Чачак, 1979) некадашњи је успешан атлетичар са оштећеним видом, вишеструки освајач медаља на великим светским такмичењима, српски параолимпијац и заслужни спортиста Србије. Од 2015. године бави се оживљавањем голбал спорта у Србији, као тренер и организатор.
Рођен је 3. јануара 1979. године у Чачку. Због проблема са видом похађао је специјализовану школу за слепе и слабовиде „Вељко Рамадановић” у Земуну. Завршио је средњу медицинску школу, смер физиотерапеут оштећеног вида и тренерску школу при ДИФ-у у Нишу, смер атлетика као и смер голбал тренер.
Спортом се бави од своје једанаесте године. Члан је репрезентације од 1995. године. До сада је учествовао на 6 првенстава света, 6 првенстава Европе, троје Балканских игара и четворо параолимпијских игара. Атлетску каријеру као такмичар завршио је 2016. године.
Милош се такмичио у дисциплини бацање копља у категорији Ф12.
Најзначајнији резултати до сада су: 
- 2004. – бронзана медаља на параолимпијским играма у Атини
- 2005. – златна медаља на Европском првенству у Финској
- 2007. – бронзана медаља на светском првенству за слепе и слабовиде у Сао Паолу у Бразилу
- 2011. – бронзама медаља, лични и Европски рекорд од 60.81м на светском свеинвалидском првенству на Новом Зеланду
- 2011. – сребрна медаља на светском првенству за слепе и слабовиде, Анталија, Турска
- 2012. – златна медаља на Европском свеинвалидском првенству у Холандији
- 2014. – сребрна медаља на Европском свеинвалидском првенству у Велсу

Милош 2015. године почиње да се бави оживљавањем голбал спорта у Србији, као тренер и организатор. Као првог сарадника у свој тим је уврстио Драгана Сремчевића, голбал тренера, сведску голбал легенду, освајача параолимпијске бронзе 1984. у Њујорку, освајача злата на ПОИ у Сеулу 1988. вишеструког првака Европе и првака света у овом спорту. Драган је проглашаван за најбољег играча на горепоменутим такмичењима. Подршку за пројекат оживљавања голбала Милош има подршку Факултета за спорт у Нишу и Београду.
Милош је проглашаван за најбољег спортисту града Београда 2003, 2004, 2005. и 2007. године. Такође је проглашаван за најбољег спортисту СЦГ 2004. и 2005. године. Носилац је националног признања и заслужни спортиста, такође је добитник Мајске награде.
Милош је ожењен и отац је двоје деце.